# Somdet (huyện)
Somdet (tiếng Thái: สมเด็จ) là một huyện (‘‘amphoe’’) ở đông bắc của tỉnh Kalasin, đông bắc Thái Lan.

## Địa lý
Các huyện giáp ranh (từ phía đông nam theo chiều kim đồng hồ) là Huai Phueng, Na Mon, Mueang Kalasin, Sahatsakhan, Kham Muang của tỉnh Kalasin và Phu Phan của tỉnh Sakon Nakhon.

## Lịch sử
Tiểu huyện (King Amphoe) Somdet đã được thành lập ngày 16 tháng 8 năm 1964, khi ba tambon Somdet, Mu Mon và Saeng Badan được tách khỏi Sahatsakhan. Đơn vị này đã được nâng thành huyện ngày 25 tháng 2 năm 1969.

## Hành chính
Huyện này được chia thành 8 phó huyện (tambon), các đơn vị này lại được chia thành 91 làng (muban). Somdet là một thị trấn (thesaban tambon) nằm trên một phần của tambon Somdet. Ngoài ra có 8 tổ chức hành chính tambon (TAO).
| Số TT | Tên          | Tên tiếng Thái | Số làng | Dân số |  |
| ----- | ------------ | -------------- | ------- | ------ |  |
| 1.    | Somdet       | สมเด็จ          | 10      | 13.505 |  |
| 2.    | Nong Waeng   | หนองแวง        | 16      | 9.774  |  |
| 3.    | Saeng Badan  | แซงบาดาล       | 15      | 7.407  |  |
| 4.    | Maha Chai    | มหาไชย         | 10      | 4.551  |  |
| 5.    | Mu Mon       | หมูม่น           | 11      | 7.103  |  |
| 6.    | Pha Sawoei   | ผาเสวย         | 11      | 7.555  |  |
| 7.    | Si Somdet    | ศรีสมเด็จ        | 8       | 5.236  |  |
| 8.    | Lam Huai Lua | ลำห้วยหลัว       | 10      | 6.249  |  |